# James Hall Huling
James Hall Huling (* 24. März 1844 in Williamsport, Pennsylvania; † 23. April 1918 in Charleston, West Virginia) war ein US-amerikanischer Politiker.
Huling diente 1863 in der Pennsylvania Cavalry. Beruflich war er im Nutzholzgewerbe tätig. 1870 zog Huling nach West Virginia und setzte bis 1874 seine berufliche Tätigkeit fort. Von 1884 bis 1888 übte er das Amt des Bürgermeisters von Charleston aus, lehnte jedoch danach eine weitere Amtszeit ab.
Huling wurde als Republikaner in den 54. Kongress gewählt und vertrat dort vom 4. März 1895 bis zum 3. März 1897 den Bundesstaat West Virginia im US-Repräsentantenhaus. Danach widmete er sich in Charleston wieder seinem früheren Beruf. Huling starb 1918 in Charleston und wurde auf dem Pleasant View Cemetery beigesetzt.